# غريت ناش
غريت نـاش (بالنرويجية البوكمول: Grete H.H. Nash)‏ هي خزافة وفنانة نرويجية، ولدت في 14 فبراير 1939 في أوسلو في النرويج، وتوفيت في 20 مارس 1999.